# Ulla Marcks von Würtemberg
Ulla Marcks von Würtemberg, född 24 januari 1914 i Danderyd, död 26 april 2008 i Oscars församling i Stockholm, var en svensk barnboksförfattare, känd under pseudonymen Eva Hjelm.
Hon var dotter till kanslirådet Folke Linroth och dennes hustru Eva född Fahnehjelm. Från 1940 var hon gift med sin kusin, den senare översten Klas-Erik Marcks von Würtemberg (1914–1976).

## Priser och utmärkelser
- 1954 – Tidningen Vi:s litteraturpris
- 1956 – Boklotteriets stipendiat
- 1960 – Boklotteriets stipendiat